# Rue de la paix (chanson)
Pour les articles homonymes, voir Rue de la paix.
Singles de Zazie
Made In Love
(1999) Adam et Yves
(2002)
Rue de la paix est une chanson écrite, composée et interprétée par Zazie en 2001. Premier single issu de l'album La Zizanie, la chanson a atteint la 11e place dans les charts français. Les paroles font largement référence au jeu du Monopoly et à la rue de la Paix,. Zazie y critique les inégalités sociales, la pauvreté, l'exclusion, ainsi que les atteintes à l'environnement. La conclusion en est le désir d'une société égalitaire.  
Le clip vidéo montre Zazie nue dans l'eau, avec des décors mettant en évidence les avancées technologiques de type futuristes.

## Classement
| Classement (2001)                       | Position |
| --------------------------------------- | -------- |
| France (SNEP)                           | 11       |
| Belgique (Wallonie Ultratop 50 Singles) | 11       |